# Doncamatic
Singles de Gorillaz
Rhinestone Eyes
(2010) DoYaThing
(2012)
Doncamatic est un single du groupe Gorillaz en duo avec le chanteur britannique Daley (en). Le titre est commercialisé sur Internet le 21 novembre 2010 puis le 22 novembre en CD. Doncamatic a été incorporé à la réédition de Plastic Beach, prévue pour le 29 novembre 2010.

## Clip
Le clip a été présenté le 15 novembre 2010 sur MySpace. On y voit Daley dans un sous-marin une place, qui voyage pour rejoindre les membres de Gorillaz et leurs collaborateurs de l'album Plastic Beach. 2D tente de contacter Daley et apparaît discrètement sur l'écran dans le sous-marin.
C'est le premier clip de Gorillaz qui ne soit axé presque que sur un personnage réel.
On peut noter que dans le trailer du clip, 2D n'est pas dessiné de la même façon que dans la version finale du clip.

## Tracklisting
CD single
1. Doncamatic - 3:22
2. Doncamatic (The Joker Remix) - 4:45

Single 7"
1. Doncamatic - 3:22
2. Empire Ants (Paul Harris Remix)

EP sur iTunes
1. Doncamatic - 3:22
2. Doncamatic (The Joker Remix) - 4:46
3. Album Mix Tape - 8:29